# Faekhunaa
Faekhunaa is een bestuurslaag in het regentschap Nias Utara van de provincie Noord-Sumatra, Indonesië. Faekhunaa telt 1408 inwoners (volkstelling 2010).